# Ochina leveillei
Ochina leveillei is een keversoort uit de familie klopkevers (Anobiidae). De wetenschappelijke naam van de soort is voor het eerst geldig gepubliceerd in 1910 door Deville.